# Acrimeroceras
Acrimeroceras – rodzaj głowonogów z wymarłej podgromady amonitów, z rzędu Goniatitida
Żył w okresie dewonu (famen).